# 九条教実
九条 教実（くじょう のりざね）は、鎌倉時代中期の公卿。摂政関白太政大臣・九条道家の長男。官位は従一位摂政関白左大臣。九条家4代当主。通称に洞院摂政（とういん せっしょう）、洞院殿など。日記『洞院摂政記』の著者。

## 経歴
承久元年（1219年）鎌倉で3代将軍・源実朝が暗殺され源頼朝の血統が絶えると、父母が頼朝の縁戚にあたる九条家の子弟が摂家将軍として迎えられることになった。その際に教実もその候補に擬せられたが、結局三弟の頼経が将軍に迎えられることとなり、自身は九条家を相続することになった。九条家はこの教実の代に分裂し、次弟の良実が二条家、四弟の実経が一条家のそれぞれ祖となったため、教実以後の九条本家の系統を特に後九条家と呼ぶこともある。
安貞元年（1227年）右大臣、寛喜3年（1231年）左大臣となり、同じ年、父から関白と藤氏長者を譲られるが、実権は父に握られていた。安貞2年（1232年）に後堀河天皇が譲位して四条天皇が践祚するとその摂政となった。
天福元年（1233年）9月に藻璧門院が、翌年8月には後堀河院が相次いで崩御すると、朝廷ではこれは承久の乱ののち隠岐島へ遠国配流とされ皇統から外れた隠岐院（後鳥羽上皇）の怨念の成せる業だと噂されるようになった。そこで教実は父の道家らと共に上皇の帰洛を幕府に諮ったが失敗に終わった。それから間もなくの文暦2年（1235年）薨去した。

## 官歴
日付は旧暦による。
- 建保5年（1217年）- 4月28日元服、正五位下に叙し、侍従に任官、禁色を許される。6月29日右近衛少将に転任。
- 建保6年（1218年）- 1月5日従四位下に昇叙。 1月13日近江介に任官。1月16日右近衛少将は元の如し。4月9日従四位上に昇叙、右近衛少将と近江介は元の如し。
- 建保7年（1219年）- 1月5日正四位下に昇叙、右近衛少将と近江介は元の如し。4月8日従三位に昇叙、右近衛少将は元の如し。
- 承久2年（1220年）- 4月6日正三位に昇叙、右近衛少将は元の如し。
- 承久3年（1221年）- 1月5日従二位に昇叙、右近衛少将は元の如し。「二位少将」は史上初。
- 承久4年（1222年）- 1月24日権中納言に転じ、右近衛中将を兼ねる。改元して貞応元年12月22日正二位に昇叙、権中納言と右近衛中将は元の如し。
- 元仁元年（1224年）- 12月17日左近衛大将を兼ね、右近衛中将を去る。
- 元仁2年（1225年）- 1月5日左馬寮御監を兼ねる。7月6日権大納言に転じ、左近衛大将と左馬寮御監は元の如し。9月10日橘氏長者宣下（橘氏|橘氏長者を藤原氏が兼帯する例）。
- 嘉禄3年（1227年）- 4月9日右大臣に転ず。4月13日左近衛大将と左馬寮御監は元の如し。
- 寛喜2年（1230年）- 10月24日左近衛大将と左馬寮御監を辞す。
- 寛喜3年（1231年）- 4月26日左大臣に転ず。7月5日関白宣下、藤氏長者宣下、左大臣は元の如し。
- 寛喜4年（1232年）- 10月4日関白を止め、摂政宣下、左大臣は元の如し。12月12日従一位に昇叙、摂政・左大臣は元の如し。
- 文暦2年（1235年）- 4月28日摂政を辞す。3月4日左大臣を辞す。3月28日薨去、享年25。

## 系譜
- 父：九条道家
- 母：西園寺掄子 - 西園寺公経の娘
- 室：藤原恩子 - 非参議藤原定季の娘
  - 男子：九条忠家（1229-1275）
- 室：西園寺嘉子 - 従三位、西園寺公経の娘
  - 女子：九条彦子（宣仁門院）（1227-1262）- 四条天皇女御
- 生母不明の子女
  - 男子：尊信（1228-1283）
  - 男子：済助
- 子孫:大岡忠相-江戸時代中期の幕臣、大名。江戸南町奉行「大岡越前」のモデル